# Mohamed Kone (calciatore 1993)
Mohamed Gnontcha Kone (12 dicembre 1993) è un ex calciatore burkinabé, di ruolo difensore.

## Carriera
In carriera ha giocato 4 partite nella fase a gironi della AFC Champions League.